# Seymour Narrows
Seymour Narrows ist ein 5 km langer Abschnitt der Discovery Passage in der kanadischen Provinz British Columbia. Er ist für seine starken gezeitenbedingten Strömungen bekannt, die 15 kn (27,78 km/h) erreichen können. Die Discovery Passage liegt zwischen Vancouver Island bei Menzies Bay und Quadra Island mit Ausnahme des nördlichen Endes, wo Sonora Island das östliche Ufer bildet. Der als Seymour Narrows bekannte Abschnitt beginnt etwa 18 km vom Südende der Discovery Passage entfernt, wo sie die Strait of Georgia nahe Campbell River erreicht. Über den größten Teil ist der Abschnitt etwa 750 m breit. Die Seymour Narrows stellen einen Teil der nördlichen Ausläufer der Salish Sea dar.

## Etymologie
Die Seymour Narrows sind nach  Rear Admiral Sir George Francis Seymour, der die Pacific Station von 1844 bis 1848 kommandierte, benannt. Sie wurden von Captain George Vancouver als „eine der abscheulichsten Wasserstrecken der Welt“ beschrieben. Auch nach der Sprengung des Ripple Rock bleibt die Meerenge eine gefährliche Route. Im März 1981 lief der Frachter Star Philippine hier auf Grund.

## Hydrologie
Seymour Narrows ist auch bemerkenswert, weil die Strömung hier ausreichend stark sein kann, um eine Reynolds-Zahl von etwa {\displaystyle 10^{8}}, d. h. 100 Millionen, zu erzeugen, was möglicherweise die höchste weltweit in einem natürlichen Kanal je beobachtete Reynolds-Zahl ist. (Die Strömungsgeschwindigkeit beträgt etwa 8 m/s, die nominelle Tiefe etwa 100 m.) Turbulenzen entwickeln üblicherweise eine Reynolds-Zahl von 2000, abhängig von der Geometrie des Querschnitts des Kanals.
Der Tidenhub an der Messstation am Eingang zu den Seymour Narrows, auf Maud Island, beträgt im Regelfall zwischen 1 und 4 Meter.

## Ripple Rock
Der Ripple Rock war ein unterseeischer zweigpfliger Berg, der nur 9 ft (2,74 m) unter der Oberfläche der Seymour Narrows lag. Er stellte eine ernsthafte Gefährdung der Schifffahrt dar und verursachte 119 Schiffsuntergänge mit 114 Todesopfern. Das Kanonenboot USS Saranac war eines der ersten dokumentierten Opfer des Felsens. Am 5. April 1958, nach 27 Monaten vorbereitender Tunnel- und Ingenieursarbeiten, wurde der Ripple Rock mithilfe von 1.375 Tonnen Nitramex-2H-Sprengstoff gesprengt. Dies war die gewaltigste kommerzielle, nicht-nukleare Explosion in Nordamerika. Die Halifax-Explosion (1917) war noch gewaltiger, aber kein vorsätzlich herbeigeführtes Ereignis.
Das Ereignis wurde live im kanadischen Fernsehen übertragen. Das Filmmaterial wird regelmäßig im Campbell River Museum gezeigt.
Die Band The Evaporators aus Vancouver schrieb einen Song über das Ereignis und veröffentlichte diesen 2004 auf ihrem Album Ripple Rock.